# WGC Invitational
Het Bridgestone Invitational is sinds 1999 een toernooi van de World Golf Championships. 
Voordat het bij de WGC-toernooien behoorde, stond het toernooi bekend als de World Series of Golf. Het deelnemersveld was iets anders samengesteld maar bestond toen ook uit topspelers.
Organisator van het toernooi is de International Federation of PGA Tours. en het prijzengeld telt mee voor de Amerikaanse - en Europese PGA Tour. Het toernooi wordt bijna elk jaar op de Firestone Country Club in Akron, Ohio gespeeld, in 2002 echter op de Sahalee Country Club in Sammamish, Washington.

## Kwalificatie
De volgende spelers mogen meedoen:
- Alle leden van de laatste Ryder Cup-teams
- De top-50 van de Official World Golf Ranking
- Winnaars van officiële toernooien sinds de vorige editie van de Invitational
- Winnaars van vijf aangewezen toernooien, jaarlijks aangepast. In 2010 waren dat: 
  - Japan Golf Tour: 2010 Bridgestone Open en 2011 Japan Golf Tour Championship
  - Australaziatische PGA Tour: 2010 Australisch PGA Kampioenschap
  - Sunshine Tour: 2011 Dimension Data Pro-Am
  - Aziatische PGA Tour: 2010 Iskandar Johor Open

## Winnaars
| Jaar                         | Speler               | Score                | Score                |
| WGC-NEC Invitational         | WGC-NEC Invitational | WGC-NEC Invitational | WGC-NEC Invitational |
| ---------------------------- | -------------------- | -------------------- | -------------------- |
| 1999                         | Tiger Woods          | 270                  | -10                  |
| 2000                         | Tiger Woods po       | 259                  | -21                  |
| 2001                         | Tiger Woods          | 268                  | -12                  |
| 2002                         | Craig Parry          | 268                  | -16                  |
| 2003                         | Darren Clarke        | 268                  | -12                  |
| 2004                         | Stewart Cink         | 269                  | -11                  |
| 2005                         | Tiger Woods          | 274                  | -6                   |
| WGC-Bridgestone Invitational |                      |                      |                      |
| 2006                         | Tiger Woods po       | 270                  | -10                  |
| 2007                         | Tiger Woods          | 272                  | -8                   |
| 2008                         | Vijay Singh          | 270                  | -10                  |
| 2009                         | Tiger Woods          | 268                  | -12                  |
| 2010                         | Hunter Mahan         | 268                  | -12                  |
| 2011                         | Adam Scott           | 264                  | -16                  |
| 2012                         | Keegan Bradley       | 267                  | -13                  |
| 2013                         | Tiger Woods          | 265                  | -15                  |
| 2014                         | Rory McIlroy         | 265                  | -15                  |
| 2015                         | 6 t/m 9 augustus     |                      |                      |